# Histoire des Ming
L'Histoire des Ming (chinois : 明史 ; pinyin : Míng shǐ) est un des livres de l'histoire officielle chinoises appelée Vingt-Quatre Histoires. Il compte 332 volumes et rapporte l'histoire de la dynastie Ming de 1368 à 1644, écrite par un certain nombre de fonctionnaires mandatés par la cour de la dynastie Qing, avec Zhang Tingyu pour principal éditeur. La compilation commencée sous l'ère de l'empereur Shunzhi est achevée en 1739 de temps de l'empereur Qianlong, bien que l'essentiel des volumes sont rédigés Sous le règne de l'empereur Kangxi.  
Une des sources principales de l'Histoire des Ming est le Ming Shilu (« Les véritables documents Ming »), à savoir les registres des règnes de chaque empereur, dont chacun est compilé peu de temps après la mort de l'empereur respectif, sur la base des relevés quotidiens accumulés pendant son règne.

## Source de la traduction
- (en) Cet article est partiellement ou en totalité issu de l’article de Wikipédia en anglais intitulé « History of Ming » (voir la liste des auteurs).